# Anacampsis populella
Espèce
Anacampsis populella est une espèce de petits insectes de l'ordre des lépidoptères (papillons) de la famille des Gelechiidae.

## Description
Ce microlépidoptère de 14 à 19 mm d'envergure, aux ailes grises quand elles sont repliées, est très mimétique le jour, posé sur les écorces.

## Distribution
Europe, de l'Espagne à la Scandinavie et à la Roumanie. Présent dans les îles Britanniques mais localisé, présent dans le Nord de la France, aussi en Belgique.

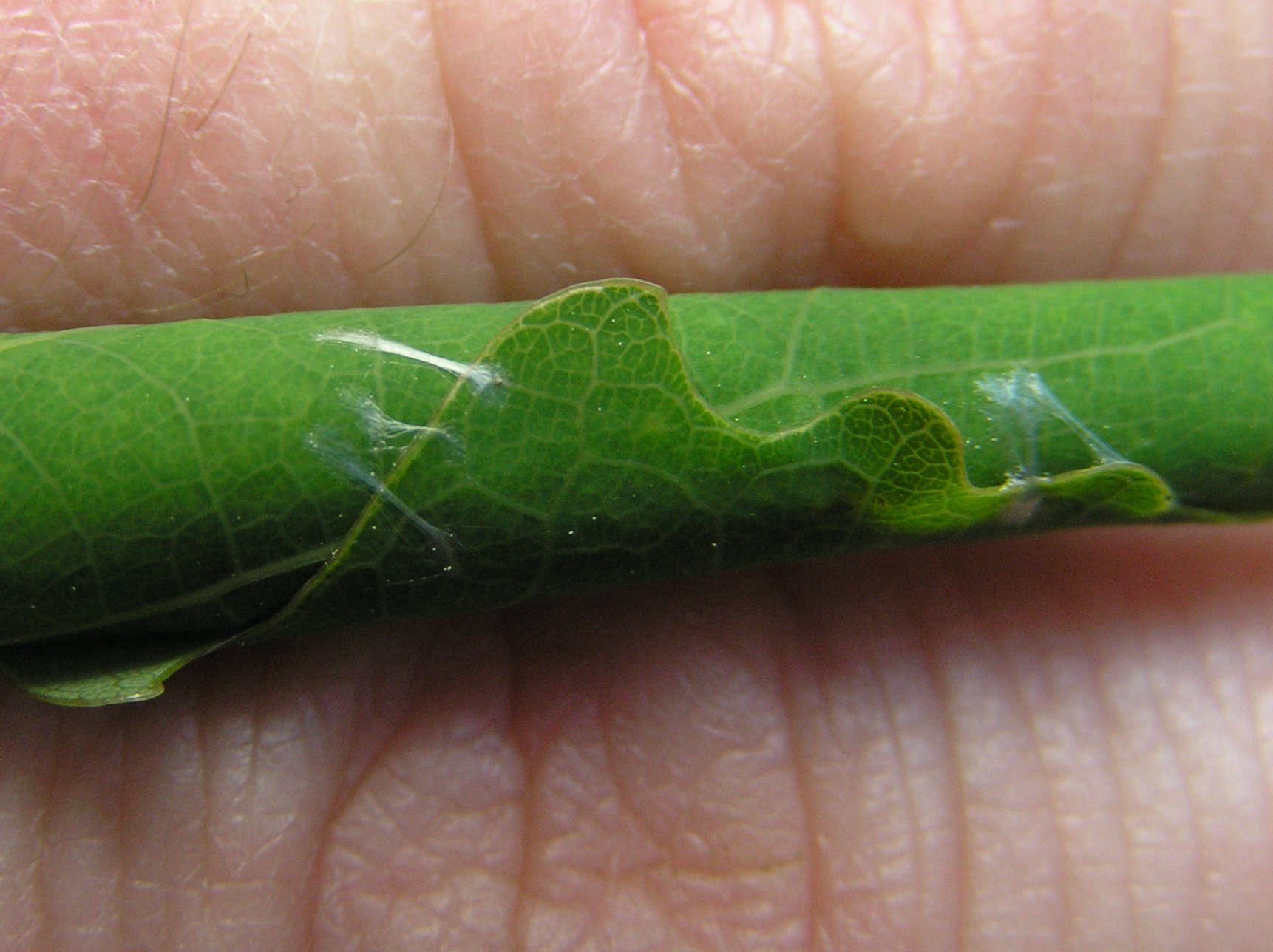
Chenille cachée dans son "cigare"

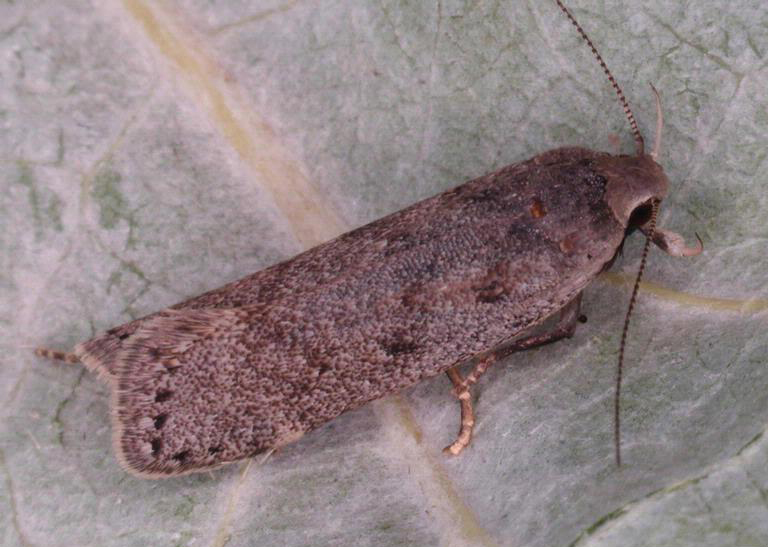
Papillon au repos

## Biologie
L'adulte, nocturne, vole de juin à septembre ; la larve consomme les feuilles de peupliers (Populus) et de saules (Salix) qu'elle enroule en forme de fin cigare comme le font des cigariers (charançons).

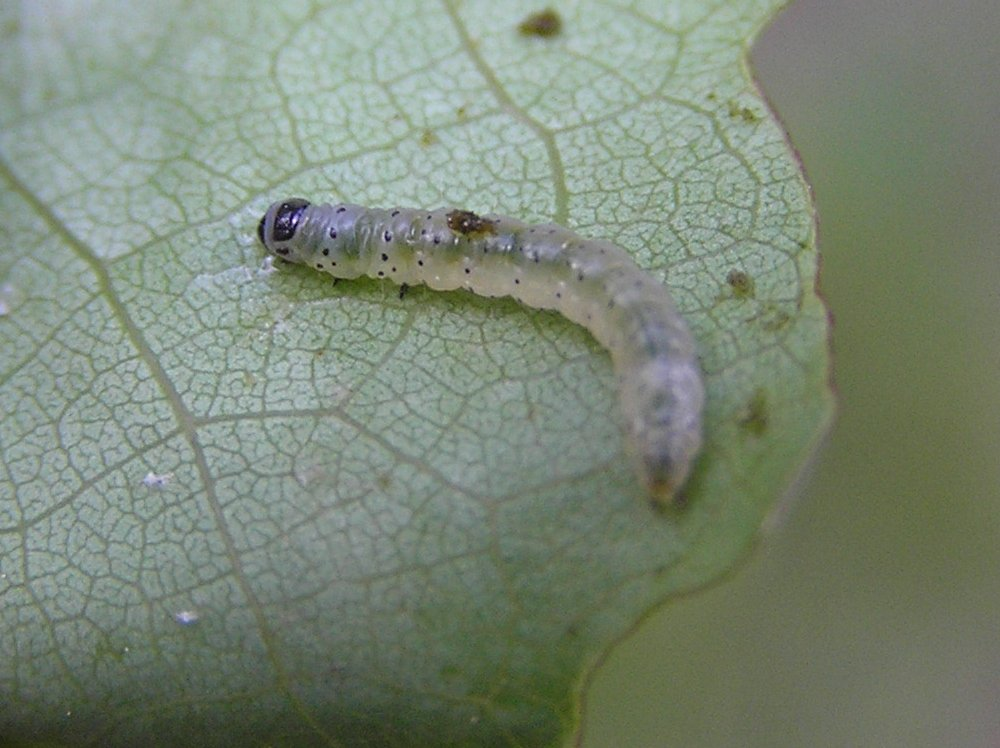
Chenille